# کیوره
کِیوَره (به معنای محل بزرگان) روستایی است از توابع شهرستان بروجرد در استان لرستان. این روستا در دهستان همت‌آباد در بخش مرکزی این شهرستان قرار دارد.
این روستا در دشت سیلاخور جنوبی و در جنوب شهرستان بروجردقرار دارد.

## جمعیت
اهالی این روستا بیشتر از مردم لر هستند مردم کیوره از ایل بزرگ بیرانوند (اعظمی و شمش الدینی وطایفه جوجه وند و زیعلی)ومهاجران سروندی و ایل ساکی و میر احمدی  هستند.بنا بر سرشماری مرکز آمار ایران، جمعیت کیوره در سال ۱۳۸۵ برابر با ۴۰۳ نفر بوده‌است که از این میان ۷۰۰ نفر مرد و بقیه زن بوده‌اند. این روستا ۱۴۰۱ خانوار دارد.